# Francesco Lamon
Francesco Lamon, född 5 februari 1994 i Mirano, är en italiensk professionell landsvägscyklist och bancyklist.

## Karriär
Lamon medverkade i Italiens lag i lagförföljelse där de vann både guld i OS 2020 och VM 2021. Vid OS 2024 tog han brons med det italienska laget i lagförföljelse.